# Planet Sketch
Planet Sketch (no Brasil, Planeta Sketch) é uma série de desenho animado britânica exibida no formato Sketch. A série foi produzida pela Aardman Studios.

## Sinopse
A série não possui uma história fixa, pois em cada episódio, que contém aproximadamente 10 minutos, aparecem diversos personagens em diferentes situações em cada história. Alguns personagens da série são em 3D, enquanto outros são em 2D, como em desenhos normais. Alguns dos personagens são Dr. Ivosauro, um dinossauro que está sempre tentando devorar os seus pacientes que vão ao seu consultório, Ninja Faz Tudo, um ninja em que resolve todos os problemas simples e Lúcia Fúxia, que pode tocar diversos instumentos utilizando partes de seu corpo.